# Universitat Gallaudet
La Universitat Gallaudet (Gallaudet University en anglès) és l'única universitat del món amb programes dissenyats per a persones sordes. És a Washington D. C., la capital dels Estats Units d'Amèrica. És una institució privada, que compta amb el suport directe del Congrés d'aquest país. La primera llengua oficial de Gallaudet és la llengua de signes americana (ASL), la llengua de signes dels Estats Units (l'anglès és la segona llengua). En aquesta llengua de signes s'hi comuniquen els empleats, estudiants i professors, i s'hi dicten la majoria dels cursos. Encara que es dona prioritat als estudiants sords, la universitat admet també un petit nombre de persones oients cada semestre. Als oients se'ls exigeix el domini de l'ASL com a requeriment per a poder romandre a la institució.

## Orígens de la Universitat Gallaudet
El campus principal de la universitat, ubicat a prop del centre administratiu de la ciutat, va ser donat el 1856 per Amos Kendall, un polític ric que volia fundar-hi un internat per a nens sords i cecs. La institució, que va obrir el 1857, s'anomenava Columbia Institution for the Instruction of the Deaf and Dumb and Blind (Institut de Colúmbia per a la instrucció de les persones sordes, mudes i cegues). Per a dirigir-la es va seleccionar Edward Miner Gallaudet, el fill petit de Thomas Hopkins Gallaudet, qui havia fundat i dirigit durant molts anys la primera escola de sords dels Estats Units.
Set anys més tard, el 1864, el Congrés va autoritzar l'escola a donar títols universitaris. En aquell moment hi havia matriculats vuit estudiants. El 1954, una altra decisió del Congrés va canviar el nom de la institució per Gallaudet College, per honrar la memòria del fundador de l'educació de sords en aquell país, Thomas Hopkins Gallaudet. I el 1986 es va reconèixer el progrés acadèmic de la institució al declarar-la universitat amb el nom de Gallaudet University. Actualment hi ha matriculats vora dos mil estudiants (dels quals uns 25% fan programes de postgrau).
La Universitat Gallaudet ofereix actualment educació per a sords en tots els nivells (des de l'escola primària fins al doctorat). Hi ha vora de quaranta carreres diferents, en pràcticament totes les àrees del coneixement. En alguns camps d'investigació, tals com lingüística i ensenyament de les llengües de signes, aquesta universitat té un reconegut lideratge mundial.

## L'accés a la direcció de Gallaudet per part de les persones sordes
La institució que avui es coneix com a Universitat Gallaudet va estar dirigida, des dels seus orígens, per persones oients. El 1988 els sords van aconseguir l'oportunitat de veure escollit un d'ells com a rector de la Universitat. Va ser el resultat d'una vistosa sèrie de protestes al carrer de tota la comunitat universitària, conegudes amb el lema de Rector Sord Ara! (DPN) (Deaf President Now!). Com a resultat d'aquesta mobilització es va escollir una persona sorda per al càrrec de rector (el Dr. I. King Jordan), i es va iniciar un procés de reforma administrativa perquè almenys el 51% dels càrrecs directius de la Universitat fossin ocupats per sords.
Poc després dels fets del DPN, la Universitat Gallaudet va organitzar un congrés mundial de sords, anomenat Deaf Way (a la manera dels sords), que va congregar uns quants milers de persones sordes de tot el món, i que simbolitza l'inici de la conscienciació de l'existència de les llengües de signes i la cultura sorda, i de la crida d'aquestes per a organitzar-se per a reclamar els seus drets fonamentals. L'any 2002 es va celebrar allà mateix el segon Deaf Way, que va congregar més de deu mil participants vinguts de cent vint països diferents.
La Universitat Gallaudet és per als sords de tot el món un símbol de la seva lluita perquè les seves llengües i cultures tinguin reconeixement.

## Recerca
L'Institut de Recerca Gallaudet (Gallaudet Research Institute, o GRI) és reconegut internacionalment per la seva destacada recerca en l'àmbit de la sordesa. Els investigadors del GRI recullen i analitzen dades relatives a les característiques socials, acadèmiques, i perceptuals de les poblacions sordes o amb dificultats d'audició, bàsicament per a proporcionar la informació que necessiten els educadors sobre el terreny.
La Universitat Gallaudet publica tres revistes: 
- Sign Language Studies (Estudis del llenguatge de signes) s'ha publicat des de 1972.
- Recentment, la Universitat ha començat el Deaf Studies Digital Journal (Revista digital d'estudis dels sords), la primera revista acadèmica amb peer-review en ASL i anglès.[1]
- A més, la Gallaudet University Press publica American Annals of the Deaf (Annals americans dels sords), la revista en anglès més antiga i més difosa relativa a la sordesa i l'educació de les persones sordes.[2]